# Alopecosa sulzeri
Espèce
Synonymes
- Tarentula sulzeri Pavesi, 1873
- Tarentula konstantinovi Drensky, 1929
- Tarentula aerosa Schenkel, 1963

Alopecosa sulzeri est une espèce d'araignées aranéomorphes de la famille des Lycosidae.

## Distribution
Cette espèce se rencontre en Europe, en Russie jusqu'au Sud de la Sibérie et au Kazakhstan.

## Description
Le mâle mesure 11 mm et les femelles de 14 à 19 mm.

## Systématique et taxinomie
Cette espèce a été décrite sous le protonyme Tarentula sulzeri par Pavesi en 1873. Elle est placée dans le genre Trochosa par Thorell en 1875, dans le genre Lycosa par Simon en 1876 puis dans le genre Alopecosa par Caporiacco en 1948.
Tarentula aerosa a été placée en synonymie par Hu et Wu en 1989.
Tarentula konstantinovi a été placée en synonymie par Deltshev et Blagoev en 2001.

## Statuts de protection, menaces
L'espèce est évaluée comme vulnérable sur la Liste rouge des araignées de France métropolitaine.

## Publication originale
- Pavesi, 1873 : « Catalogo sistematico dei ragni del cantone ticino con la loro distribuzione orizontale e verticale e cenni sulla araneologica elvetica. » Annali del Museo civico di storia naturale di Genova, vol. 4, p. 5-215 (texte intégral).